# Olympiastadion Kiew
Das Olympiastadion Kiew, offiziell Nazionalnyj sportywnyj komplex (NSK) «Olimpijskyj» (ukrainisch Національний спортивний комплекс «Олімпійський»; deutsch Nationaler Sportkomplex „Olimpiysky“), ist ein Fußballstadion mit Leichtathletikanlage in der ukrainischen Hauptstadt Kiew. Das Nationalstadion fasst seit 2011 insgesamt 70.050 Zuschauer auf Sitzplätzen.

## Geschichte
Die Anfänge des Stadions liegen im Jahr 1914, als es erste Pläne für eine Veranstaltungsstätte gab. Dieses Vorhaben wurde wegen des Ersten Weltkrieges vorerst nicht umgesetzt. Am 12. August 1923 wurde das „Rote Stadion Leo Trotzki“ eröffnet. Wegen Konstruktionsfehlern entschied man sich ein neues Stadion zu bauen, zu dem die Bauarbeiten 1936 an der Stelle der alten Sportstätte begannen. Der von Mykhailo Hrechyna entworfene Komplex mit 50.000 Plätzen sollte am 22. Juni 1941 eröffnet werden. Dies verhinderte aber der Deutsch-Sowjetische Krieg, der am gleichen Tag begann. Mit sieben Jahren Verspätung wurde das Stadion 1948 eröffnet.
Von 1966 bis 1968 wurde die Sportstätte mit einem zweiten Tribünenrang auf 100.000 Plätze erweitert und es wurden Tennis-, Volleyball-, Handball- und Fußballplätze angelegt. Für Trainingszwecke gab es sogar eine Skisprungschanze im Sportkomplex. Diese wurde in den 1990er Jahren baufällig und 2004 abgerissen. Für das Fußballturnier der olympischen Sommerspiele 1980 in Moskau wurde das Stadion modernisiert. Im Jahr 1997 begann eine weitere Sanierung der Anlage nach den FIFA-Richtlinien, wobei unter anderem die Leichtathletikanlage erneuert und die Sitzbänke auf den Rängen durch Kunststoff-Einzelsitze ersetzt wurden. Dies senkte das Fassungsvermögen des Stadions auf rund 83.000 Sitzplätze.
Vor dem Umbau für die Fußball-Europameisterschaft 2012 wurde die Sportstätte meist für Fußball genutzt. So empfing die ukrainische Fußballnationalmannschaft ihre Gegner im Kiewer Olympiastadion. Von 1992 bis 2007 und ab 2012 findet jährlich das ukrainische Pokalfinale dort statt. Die Fußball-Mannschaft von Dynamo Kiew zog zu Spielen mit großem Publikumsinteresse wie Champions-League-Spielen vom Walerij-Lobanowskyj-Stadion mit ca. 16.000 Plätzen in die große Arena um. Auch die Fußballer von Arsenal Kiew nutzten das Stadion.
Am 5. Dezember 2011 unterzeichnete Dynamo Kiew mit den Betreibern des Olimpijskyj einen Fünf-Jahres-Vertrag über die Nutzung der renovierten Arena. Dynamo sollte bis mindestens 2016 seine nationalen und internationalen Pflichtspiele im größten Stadion des Landes austragen. Zu Sowjetzeiten feierte Dynamo im Olympiastadion u. a. 13 Meistertitel und zwei Erfolge im Europapokal der Pokalsieger (1975, 1986).

## Umbau für die EM 2012
Das Stadion war nach dem Zuschlag an die Ukraine 2006 als Endspielort für die Fußball-Europameisterschaft 2012 vorgesehen. Als die UEFA das Stadion jedoch 2008 monierte erhielt das Architekturbüro von Gerkan, Marg und Partner im Dezember 2008 den Zuschlag zum kompletten Umbau. Nach den Plänen erhielt das neue Stadion, das im Zentrum von Kiew liegt, eine komplette Überdachung der Tribünen mit integrierter Flutlichtanlage. Es sind 70.050 Sitzplätze für die Besucher zu Fußballspielen vorhanden. Zur EM 2012 werden aufgrund des Mehrbedarfs für Journalisten und Berichterstatter den Zuschauern nur 65.720 Plätze zur Verfügung gestellt. Der filigrane Oberrang des Stadions von 1967 sollte erhalten bleiben, so wurde eine von der Tribüne losgelöste Dachkonstruktion nötig. Das Membrandach besteht aus 80 einzelnen Flächen von jeweils etwa 600 m². Diese werden von einem Seiltragwerk nach dem Speicherrad-Prinzip getragen. Die Fläche von 50.000 m² eines PTFE-beschichteten Glasgewebes wird mit seinen 80 Achsen von 800 Tonnen Seil und 200 Tonnen Gussteilen getragen. Die Einzelsegmente wurden in Thailand zugeschnitten und einbaufertig konfektioniert vor Ort eingebaut. Die Beleuchtung ermöglichen 640 ETFE-Lichtkuppeln mit Durchmessern von 2,5 bis 3,2 Meter. Die Bedeckung mit 44.500 m² transparenter ETFE-Folie und den 6.500 m² mit diesen Lichtpunkten ergibt sich eine „lichtduchlässige Dachlandschaft“, wobei die Hochpunkte die Membrantragfähigkeit und die Dachentwässerung ermöglichen.
Insgesamt wurden drei Viertel des alten Stadions ersetzt. Ein Team aus 60 ukrainischen und 40 deutschen Ingenieuren erfüllte die Forderungen des Bauherrn, der Stadt Kiew. Wobei neben den hochqualifizierten Ingenieuren Schwierigkeiten und Nacharbeiten durch oft fehlende Qualifikation der Bauarbeiter entstanden. 2009 war mit dem Bau eines dreistöckigen Einkaufszentrums vor dem Stadion begonnen worden, wo Platz für die Besucher ins Stadion bleiben sollte. Erst durch Druck der UEFA verzichteten die Stadtplaner darauf. Dennoch steht nun ein 12-stöckiges Wohnhaus am Stadion, das mit vier Stockwerken geplant war. Die Fertigstellung der wichtigsten Umbauarbeiten war für Herbst 2011 geplant und spätestens im November des Jahres sollte es bespielbar sein. Die Bauübergabe erfolgte im August 2011, am 8. Oktober 2011 wurde die Spielstätte acht Monate vor der Euro 2012 feierlich eingeweiht. Durch das gesamte Umbauprojekt entstanden Kosten von über 585 Millionen Euro. Am 11. November 2011 bestritten die Fußballnationalmannschaften der Ukraine und Deutschland das erste Länderspiel nach der Wiedereröffnung, das 3:3 endete.

## Fußball-Europameisterschaft 2012

Das Olympiastadion (2018) aus der Vogelperspektive mit Bildberichterstattern.

Während der Europameisterschaft wurden in Kiew mit drei Vorrundenspielen sowie einem Viertelfinalspiel und dem Finale insgesamt fünf Spiele ausgetragen.
| Datum         | Runde         | Heim     | Gast       | Ergebnis             |
| ------------- | ------------- | -------- | ---------- | -------------------- |
| 11. Juni 2012 | Vorrunde      | Ukraine  | Schweden   | 2:1 (0:0)            |
| 15. Juni 2012 | Vorrunde      | Schweden | England    | 2:3 (0:1)            |
| 19. Juni 2012 | Vorrunde      | Schweden | Frankreich | 2:0 (0:0)            |
| 24. Juni 2012 | Viertelfinale | England  | Italien    | 0:0 n. V., 2:4 i. E. |
| 1. Juli 2012  | Finale        | Spanien  | Italien    | 4:0 (2:0)            |

## Sonstiges
- Am 26. Mai 2018 wurde das Finale der Champions-League-Saison 2017/18 im Olympiastadion Kiew ausgetragen.[11]